# Station Wien Hütteldorf
Station Wien Hütteldorf is een spoorwegknooppunt in het westen van de Oostenrijkse hoofdstad Wenen. Het station wordt aangedaan door zowel regionale als nationale treinen van de ÖBB. Ook hebben enkele S-Bahn-lijnen er een stop, tevens is het station het zuidelijke eindpunt van de U-Bahn lijn U4.
In het station dienen meerdere sporen voor het goederenverkeer over de Südbahn en Donauländebahn.